# Themenebene
Eine Themenebene (engl. Thematic layer) in einem GIS ist eine Abbildung einer Datenquelle nach sachlogischen Aspekten. Sie kann
- als Raster- oder als Vektorebene dargestellt werden und
- wird meist den Basisdaten oder den Sachdaten zugeordnet.

Thematische Ebenen entsprechen in vielem den früheren thematischen Karten und sind das Grundprinzip des Ebenen-Systems. Typische Gruppen von Themenebenen im GIS eines Bundeslandes oder im kommunalen Informationssystem einer größeren Gemeinde sind z. B.
- Basisdaten
  - digitaler Kataster, Stadtplanung, Verwaltungsgrenzen und
  - das Leitungsnetz (Strom, Wasser, Kanal, Gas, Erdöl),
  - digitales Geländemodell (DGM)
  - Bildarchiv (Satelliten- und Luftbilder)

Die ersten beiden Gruppen sind meist in Vektorform organisiert, die Daten aus der dritten und vierten Gruppe hingegen als Raster in verschiedener Auflösung.
- Sachdaten
  - Verkehr und Kommunikation (verschiedene Straßenarten, Autobahnmeistereien, Bahnen, übergeordnete Wanderwege, Telefonnetz, Sendeanlagen usw.)
  - Gewässernetz, Grundwassergebiete, Hochwasserzonen, Lawinen- und Wildbachverbauung
  - Geologie (geologische Karten, Profile und Bohrungen, Gesteinsarten, Tektonik, Lagerstätten, Massenrohstoffe, Geochemie …)
  - Bodenkunde (Naturraumgliederung, Bodenarten, Hangneigung und Exposition, Erosion, Testbaum-Raster usw.)
  - Natur und Raumordnung (Natur- und Wasserschutzgebiete, EU-Zielgebiete, Baulandgrenzen usw.)